# Idempotenz
Idempotenz ist eine Bezeichnung aus der Mathematik und Informatik. In der Mathematik bezeichnet man ein Objekt {\displaystyle a}, das mit einer Verknüpfung {\displaystyle \circ } die Eigenschaft {\displaystyle a\circ a=a} hat, als idempotent bezüglich dieser Verknüpfung. Ein wichtiger Spezialfall sind idempotente Funktionen bezüglich der Hintereinanderausführung. Analog dazu wird in der Informatik ein Stück Programmcode, das mehrfach hintereinander ausgeführt das gleiche Ergebnis wie bei einer einzigen Ausführung liefert, als idempotent bezeichnet.

## Etymologie
Neologismus (sprachliche Neubildung) aus lateinisch idem → la für „derselbe“ oder „dasselbe“ und dem Substantiv Potenz („in der Mathematik: Produkt mehrerer gleicher Faktoren“), abgeleitet von lateinisch potentia → la für „Vermögen“, „Kraft“ oder „Wirksamkeit“.

## Definitionen

### Idempotente Elemente
Ein Element {\displaystyle a} einer Menge {\displaystyle X} heißt idempotent bezüglich einer {\displaystyle n}-stelligen Verknüpfung {\displaystyle v\colon X^{n}\rightarrow X,\,n\in \mathbb {N} } und {\displaystyle n>1,} falls gilt:
{\displaystyle v(a,\dotsc ,a)=a.}
Falls {\displaystyle n=2} ist und die Verknüpfung (wie etwa bei der Multiplikation in Ringen üblich) in Potenzschreibweise notiert wird, schreibt sich die Bedingung als
{\displaystyle a^{2}=a,}
woraus unmittelbar
{\displaystyle a^{n}=a} für alle {\displaystyle n\in \mathbb {N} }
folgt, was die Bezeichnung Idempotenz (lat. für gleiche Potenz) erklärt.
Erfüllt dagegen {\displaystyle a} für eine einstellige Verknüpfung {\displaystyle f\colon X\rightarrow X} die Gleichung
{\displaystyle f(a)=a,}
dann ist {\displaystyle a} ein Fixpunkt von {\displaystyle f.}

### Idempotente Funktionen
Man nennt eine einstellige Verknüpfung oder Funktion {\displaystyle f\colon \,X\rightarrow X} idempotent, wenn sie bezüglich der Komposition idempotent ist:
{\displaystyle f\circ f=f,}
d. h., für alle {\displaystyle x\in X} ergibt eine zweimalige Anwendung von {\displaystyle f} den gleichen Wert wie die einmalige: {\displaystyle f(f(x))=f(x)}.

### Idempotente algebraische Strukturen
Sind alle Elemente einer Halbgruppe (oder allgemeiner eines Magmas) {\displaystyle (S,*)} idempotent bezüglich {\displaystyle *}, dann wird auch {\displaystyle (S,*)} selbst idempotent genannt. Alternativ wird eine idempotente Halbgruppe auch oft als ein Band bezeichnet. Jedes kommutative Band heißt Halbverband. Man nennt eine Halbgruppe {\displaystyle (S,*)} global idempotent, falls gilt:
{\displaystyle S*S=S} mit {\displaystyle S*S:=\{a*b\mid a,b\in S\}}.
Einen Halbring {\displaystyle (H,+,\cdot ),} einen Fastring {\displaystyle (F,+,\cdot )} sowie einen Ring {\displaystyle (R,+,\cdot )} bezeichnet man als idempotent, falls jeweils {\displaystyle (H,\cdot ),(F,\cdot )} bzw. {\displaystyle (R,\cdot )} idempotent ist. Im Gegensatz dazu ist ein Dioid {\displaystyle (D,+,0,\cdot ,1)} ein Hemiring mit Einselement und idempotenter Addition.

## Beispiele
Idempotente Verknüpfungen:
- Bezüglich der Multiplikation sind die Lösungen {\displaystyle 0} und {\displaystyle 1} der Gleichung {\displaystyle x^{2}=x} die einzigen idempotenten reellen Zahlen.
- Bezüglich einer zweistelligen Verknüpfung {\displaystyle *} ist ein (links- oder rechts-)neutrales Element {\displaystyle e} stets idempotent: {\displaystyle e*e=e.} In einer Gruppe ist das neutrale Element das einzige idempotente Element.
- In einem Ring mit Eins sind {\displaystyle 0} und {\displaystyle 1} stets idempotente Elemente bezüglich der Multiplikation. Falls der Ring nicht nullteilerfrei ist, können auch noch weitere idempotente Elemente existieren. Beispielsweise gilt im Restklassenring {\displaystyle \mathbb {Z} /(6)}

{\displaystyle {\bar {3}}\cdot {\bar {3}}={\bar {3}}} und {\displaystyle {\bar {4}}\cdot {\bar {4}}={\bar {4}}}.
- In einem Verband {\displaystyle (V,\vee ,\wedge )} sind alle Elemente idempotent bezüglich der Verknüpfungen {\displaystyle \vee } und {\displaystyle \wedge }. D.h. es gilt stets {\displaystyle u=u\vee u} und {\displaystyle u=u\wedge u}. Entsprechendes gilt für die  Halbverbände {\displaystyle (V,\vee )} und {\displaystyle (V,\wedge )}.
- Absorbierende Elemente sind immer idempotent.

Idempotente Abbildungen:
- Konstante Funktionen: {\displaystyle f\colon x\mapsto c.}
- Identische Abbildung:  {\displaystyle \operatorname {id} \colon x\mapsto x.}
- {\displaystyle g\circ f}, wenn {\displaystyle f\circ g=\operatorname {id} .}
- Projektionen, z. B. {\displaystyle p\colon (x,y)\mapsto (x,0).}
- Betragsfunktionen: {\displaystyle |\cdot |\colon x\mapsto |x|.}
- Hüllenoperatoren.
- Kernoperatoren.

## Eigenschaften
- Eine {\displaystyle n\!\times \!n}-Matrix {\displaystyle A,n\in \mathbb {N} ,} über einem beliebigen Körper {\displaystyle K} ist genau dann idempotent bezüglich der üblichen Matrizenmultiplikation, wenn die durch sie induzierte lineare Abbildung

{\displaystyle f_{A}\colon \,K^{n}\to K^{n},\;x\mapsto Ax,}
idempotent ist. Insbesondere ist {\displaystyle A} diagonalisierbar und alle Eigenwerte von {\displaystyle A} sind {\displaystyle 0} oder {\displaystyle 1}. Geometrisch können idempotente lineare Abbildungen als Projektion des Vektorraums auf einen Untervektorraum interpretiert werden.
- Jeder idempotente Ring {\displaystyle (R,+,\cdot )} ist kommutativ, denn es gilt für alle {\displaystyle a,b\in R\colon }

{\displaystyle {\begin{alignedat}{2}a+0+b&=a+b\\&=(a+b)\cdot (a+b)\\&=a\cdot (a+b)+b\cdot (a+b)\\&=a\cdot a+a\cdot b+b\cdot a+b\cdot b\\&=a+a\cdot b+b\cdot a+b,\end{alignedat}}}
(zweite und fünfte Gleichung wegen der Idempotenz, dritte und vierte Gleichung wegen der Distributivität), also
{\displaystyle 0=a\cdot b+b\cdot a.\quad (1)}
Damit gilt auch, indem man {\displaystyle a\leftarrow (a\cdot b)} und {\displaystyle b\leftarrow (a\cdot b)} setzt und wiederum die Idempotenz nutzt,
{\displaystyle 0=(a\cdot b)\cdot (a\cdot b)+(a\cdot b)\cdot (a\cdot b)=a\cdot b+a\cdot b.}
Folglich ist
{\displaystyle {\begin{alignedat}{2}a\cdot b&=a\cdot b+0\\&=a\cdot b+a\cdot b+b\cdot a\\&=0+b\cdot a\\&=b\cdot a.\end{alignedat}}}
Insbesondere gilt auch (wegen der Idempotenz und wegen (1) mit {\displaystyle b=a})
{\displaystyle a+a=a\cdot a+a\cdot a=0} bzw. {\displaystyle \,-a=a.}
- Ein idempotenter Fastring {\displaystyle (F,+,\cdot )} ist genau dann kommutativ, wenn er distributiv ist, denn:

Falls {\displaystyle (F,+,\cdot )} kommutativ ist, gilt für alle {\displaystyle a,b,c\in F\colon }
{\displaystyle c\cdot (a+b)=(a+b)\cdot c=(a\cdot c)+(b\cdot c)=(c\cdot a)+(c\cdot b).}
Ist hingegen {\displaystyle (F,+,\cdot )} distributiv, so folgt daraus genau so wie bei einem idempotenten Ring die Kommutativität.

## Informatik
In der Informatik werden mit dem Begriff Idempotenz – je nach Kontext – zwei voneinander abweichende Definitionen verbunden:
1. Bei imperativer Programmierung gilt ein Unterprogramm (Funktion) mit Auswirkungen als idempotent, wenn dessen mehrfache Ausführung denselben Zustand des Gesamtsystems bewirkt wie die einmalige Ausführung, oder in anderen Worten, wenn das Unterprogramm als Abbildung des Gesamtsystems auf sich selbst verstanden im mathematischen Sinne idempotent ist.
2. Bei funktionaler Programmierung ist eine reine Funktion (Funktion ohne Nebeneffekte mit gleichen Ein- und Ausgabeparametern) idempotent, wenn sie dies im mathematischen Sinne ist.

Dies ist eine nützliche Eigenschaft, da sie bedeutet, dass eine Operation so häufig wiederholt oder erneut versucht werden kann wie notwendig, ohne unbeabsichtigte Auswirkungen zu verursachen. Bei nicht-idempotenten Operationen muss ein Algorithmus mitverfolgen, ob sie bereits ausgeführt wurden oder noch nicht.
Idempotenz wird beispielsweise von Recovery-Maßnahmen bei Datenbanken und Diensten gefordert, um Fehlertoleranz bei einem Absturz während einer Wiederanlaufphase zu gewährleisten. Undo- und Redo-Operationen müssen hier auch bei mehrfacher Hintereinanderausführung dasselbe Resultat zur Folge haben.
Rein lesende Services sind von Natur aus idempotent, da der Zustand der Daten nicht geändert wird. Jeder nicht idempotente schreibende Service kann zu einem idempotenten Service gemacht werden.

### Beispiele
- Bei einem Service zum Verbuchen von Geldbeträgen ist der Aufruf einzahlen(100) nicht idempotent, da bei mehrmaligem Service-Aufruf der Betrag 100 mehrmals eingezahlt wird. Würde man hingegen neuerKontostand(600) aufrufen, so würde bei mehrmaligem Service-Aufruf der Kontostand gleich bleiben. Dieser Aufruf wäre idempotent.

- (stabile) Sortierfunktionen sind idempotent, da einmal sortierte Daten bei erneuter Sortierung ihre Reihenfolge im Ergebnis nicht mehr verändern.